# 一本包丁満太郎
『一本包丁満太郎』（いっぽんぼうちょう まんたろう）は、ビッグ錠による日本の漫画。『ビジネスジャンプ』（集英社）にて連載された。1991年には、アニメイトフィルム制作・J.C.スタッフ制作協力でOVA化されている。

## あらすじ
風味満太郎は東京下町にある銀平食堂の一人息子として産まれ育ったが、実家を継ぐのを嫌がりふらふらと遊びまわったりを繰り返していた。しかしある時、料理の道で生きて行くことを決意し、手始めにハンバーグで有名なレストランに応募したが断られたことでハンバーグ勝負を持ちかけ、これに勝利しレストランで修業を始めることとなった…。

## 登場人物
風味満太郎声：松本保典
主人公。銀平食堂の三代目。以前の作品の包丁人味平に似て、奇想天外な発想を持って料理を作る。同作者の他料理漫画主人公、塩見味平や鍋島香介と違い、相手の策略などによって料理勝負に負けた事が数度あった。吉留花板山科との最後の料理勝負で作った料理は「自分はカツ丼屋の息子だから」ということでカツ丼だった。
風味金平声：今西正男
満太郎の父で銀平食堂の二代目主人。アニメ版だと名前が風味銀平になっている。作れる料理はカツ丼ぐらいだが、味は絶品。日本料理の権威である示条流に畏怖と敬意を抱き、示条流に逆らい、日本料理の常識を覆そうとする満太郎を苦々しく思っている。物語後半、TVで取り上げられたことで客が殺到したがために味が落ち、だんだん客足が離れてしまった。そこに目をつけられ多額の借金を背負わされて土地を乗っ取られそうになったが、すんでの所で救われた。
風味香代声：横尾まり
満太郎の母。息子である満太郎を優しく見守っている。物語前半と後半では、外見と性格が変わっている。
示条味味声：折笠愛
ヒロイン。示条流当主の孫娘。満太郎とカツオ勝負を行って敗れたことに異議を唱え、おにぎり勝負で再戦。示条流当主である祖母が満太郎へ仕掛けた妨害によって勝利したが（ただし、味味自身は知らなかった）、その際に満太郎を讃えたため、祖母の逆鱗に触れて示条家を勘当されてしまう。修業先の店からも追放されて途方に暮れていたところ、見かねた満太郎に助けられ、恋人となって同棲を経た後、満太郎と結婚する。アニメ版では若干設定が異なる。
郷原声：永井一郎
ファミレスチェーン店「ボンゴ」会長。金平の腕を高く評価している。
料理長声：銀河万丈
ファミレスチェーン店「ボンゴ」料理長。
田楽
満太郎の親友。料理に関してはまったくの素人だが、対決の際には満太郎のサポートに入る事が多い。当初はリーゼントだったが、すきやき男爵の店に行く為に変装した時に坊主になった。
伊賀谷玄人
示条流で修業するものの、「品がない」と師匠にこきおろされ名店を食べ歩くなど努力をしたがそれでも認められず、示条流を飛び出し裏示条流の始祖として示条流・味味の前に立ちはだかった。
笑月亭松之助声：河内家菊水丸
落語家。大阪に味修行に来た万太郎と出会い、一時期同居していた。大阪の味に精通している。出会った当初は売れない落語家だったが、満太郎の料理に対する情熱を見て心を入れ替え熱心に落語に打ち込むようになる。それ以降はテレビに出演したり、寄席に客が大勢押しかけるなど人気落語家の道を歩んでいく。
松之助の父声：緒方賢一

下村声：小野健一

すきやき男爵
すき焼き店を経営する男性でおにぎり勝負の後に満太郎にすき焼き対決を挑む。祖父は日本で始めて牛鍋の店を開いたとされている。
千代
大阪の老舗料亭「吉留」の女将を務める女性。伝統に囚われず新しい感覚を取り入れようとしており、満太郎の才覚を高く評価している。
山科
「吉留」の花板。料理の腕はいいが、伝統を守る事に固執しており千代とは意見が合わない。満太郎を快く思ってはいないが、一方で満太郎の料理に対する情熱に関しては認めている節がある。
篠原
三国銀行の次長。
板美膳司
満太郎の（料理における）ライバルで恋敵。味味に恋心を寄せていた、金髪の風雲児。
示条流は板美を婿入りさせて継承させようとした事が有り、味味と満太郎を一時は別れさせようとした事があった。
だが、味味は満太郎を諦めきれず、板美はふられてしまう。

## 用語
銀平食堂
金平の経営する食堂。メニューはカツ丼のみ。物語の後半では、金平の思いつきでメニューをすいとんに変更する。銀平とは金平の父（満太郎の祖父）の名前。
ボンゴ
ファミレスチェーン店。ここで満太郎と料理長のハンバーグ対決が行われた。
すきやき男爵
すきやき男爵の経営する牛鍋店。
吉留
大阪の料亭。かつらむき勝負で勝った満太郎が修業に入った店。
淀花
加薬ご飯の店。とても繁盛している。貴船十三を雇い、えびすのかやくごはんを盗ませた。
えびす
同じく加薬ご飯の店。淀花が向かい側にあるので、客入りはいまいちだが、味は淀花を超える。貴船に味を盗まれてしまった。
よしむら
フグ料理店。
鉄砲島
フグが大量に獲れる島。
東陽銀行
業界トップの銀行。
三国銀行
篠原の勤める銀行。東陽銀行に業績を抜かれてしまった。
元気の里
三国銀行の社員食堂。
三味屋
牛丼店。
ジャッキーズ
ハンバーガーショップ。
丼太郎
牛丼店。

## 単行本
- ビッグ錠 『一本包丁満太郎』 集英社〈ビジネスジャンプ・コミックス〉、全33巻
  1. 1986年6月30日発行、ISBN 4-08-863001-7
  2. 1986年9月30日発行、ISBN 4-08-863002-5
  3. 1987年1月30日発行、ISBN 4-08-863003-3
  4. 1987年5月30日発行、ISBN 4-08-863004-1
  5. 1987年9月30日発行、ISBN 4-08-863005-X
  6. 1988年1月30日発行、ISBN 4-08-863006-8
  7. 1988年6月30日発行、ISBN 4-08-863007-6
  8. 1988年11月30日発行、ISBN 4-08-863008-4
  9. 1989年4月8日発行、ISBN 4-08-863009-2
  10. 1989年7月30日発行、ISBN 4-08-863010-6
  11. 1989年10月30日発行、ISBN 4-08-863011-4
  12. 1990年3月30日発行、ISBN 4-08-863012-2
  13. 1990年7月30日発行、ISBN 4-08-863013-0
  14. 1990年10月30日発行、ISBN 4-08-863014-9
  15. 1991年1月30日発行、ISBN 4-08-863015-7
  16. 1991年4月30日発行、ISBN 4-08-863016-5
  17. 1991年7月30日発行、ISBN 4-08-863017-3
  18. 1991年11月29日発行、ISBN 4-08-863018-1
  19. 1992年3月30日発行、ISBN 4-08-863019-X
  20. 1992年7月30日発行、ISBN 4-08-863020-3
  21. 1992年10月30日発行、ISBN 4-08-863031-9
  22. 1993年2月28日発行、ISBN 4-08-863032-7
  23. 1993年6月30日発行、ISBN 4-08-863033-5
  24. 1993年10月24日発行、ISBN 4-08-863034-3
  25. 1994年2月23日発行、ISBN 4-08-863035-1
  26. 1994年6月22日発行、ISBN 4-08-863036-X
  27. 1994年10月24日発行、ISBN 4-08-863037-8
  28. 1995年2月22日発行、ISBN 4-08-863038-6
  29. 1995年6月24日発行、ISBN 4-08-863039-4
  30. 1995年10月24日発行、ISBN 4-08-863040-8
  31. 1996年2月24日発行、ISBN 4-08-863052-1
  32. 1996年6月24日発行、ISBN 4-08-863053-X
  33. 1996年7月24日発行、ISBN 4-08-863054-8

## OVA
- 一本包丁満太郎（ポニーキャニオン）
  1. VHS版、1991年6月21日発売
  2. LD版、1991年12月21日発売
- 一本包丁満太郎2（ポニーキャニオン）
  1. VHS版、1991年12月21日発売
  2. LD版、1992年1月21日発売

### スタッフ
- 監督 - 竹内啓雄
- 脚本 - 日吉恵
- キャラクターデザイン - 大森英敏
- 料理デザイン - 河村佳江
- 作画監督 - さとうけいいち
- 絵コンテ - 遠藤徹哉（1）、うえだひでひと（2）
- 演出 - 真野玲（1）、小沢一浩（2）
- 美術デザイン - 砂川千里（2）
- 美術監督 - 砂川千里（1）、鷲崎博（2）
- 色彩設定 - 吉川孝男
- 撮影監督 - 宇津畑隆
- 音響監督 - 松浦典良
- 音楽 - 京建輔
- プロデューサー - 沢登昌樹
- 制作協力 - J.C.STAFF
- 制作 - アニメイトフィルム
- 製作・著作 - 集英社、ポニーキャニオン、ムービック

### 主題歌
「ローリング・ストーンズ」
作詞 - 秋元康 / 作曲・編曲 - 後藤次利 / 歌 - 山本譲二